# Верона (Нью-Йорк)
Верона (англ. Verona) — місто (англ. town) в США, в окрузі Онейда штату Нью-Йорк. Населення — 5974 особи (2020).

## Демографія
Згідно з переписом 2010 року, у місті мешкали 6293 особи в 2423 домогосподарствах у складі 1771 родини. Було 2709 помешкань
Расовий склад населення:
| - 96,3 % — білих - 0,7 % — корінних американців - 0,7 % — азіатів - 0,5 % — чорних або афроамериканців |

До двох чи більше рас належало 1,6 %. Частка іспаномовних становила 1,0 % від усіх жителів.
За віковим діапазоном населення розподілялося таким чином: 23,4 % — особи молодші 18 років, 61,6 % — особи у віці 18—64 років, 15,0 % — особи у віці 65 років та старші. Медіана віку мешканця становила 42,3 року. На 100 осіб жіночої статі у місті припадало 102,4 чоловіків;  на 100 жінок у віці від 18 років та старших — 98,9 чоловіків також старших 18 років.
Середній дохід на одне домашнє господарство  становив 72 051 долар США (медіана — 58 000), а середній дохід на одну сім'ю — 71 268 доларів (медіана — 65 255). Медіана доходів становила 45 144 долари для чоловіків та 35 638 доларів для жінок. За межею бідності перебувало 18,0 % осіб, у тому числі 36,0 % дітей у віці до 18 років та 5,5 % осіб у віці 65 років та старших.
Цивільне працевлаштоване населення становило 2782 особи. Основні галузі зайнятості: освіта, охорона здоров'я та соціальна допомога — 21,8 %, мистецтво, розваги та відпочинок — 15,8 %, виробництво — 14,5 %.